# Puck (geslacht)
Puck is een monotypisch geslacht van straalvinnige vissen uit de familie van armvinnigen (Oneirodidae).

## Soort
- Puck pinnata Pietsch, 1978